# Moldavia en los Juegos Olímpicos de Tokio 2020
Moldavia estuvo representada en los Juegos Olímpicos de Tokio 2020 por un total de 20 deportistas que compitieron en 8 deportes. Responsable del equipo olímpico fue el Comité Nacional Olímpico y Deportivo de la República de Moldavia, así como las federaciones deportivas nacionales de cada deporte con participación.
Los portadores de la bandera en la ceremonia de apertura fueron los tiradores con arco Dan Olaru y Alexandra Mîrca.

## Medallistas
El equipo olímpico de Moldavia obtuvo las siguientes medallas:
| Nombre             | Deporte    | Competición |
| ------------------ | ---------- | ----------- |
| Oro                |            |             |
| —                  |            |             |
| Plata              |            |             |
| —                  |            |             |
| Bronce             |            |             |
| Serghei Tarnovschi | Piragüismo | C1 1000 m M |